# Pulvinaria ficus
Pulvinaria ficus är en insektsart som beskrevs av Hempel 1900. Pulvinaria ficus ingår i släktet Pulvinaria och familjen skålsköldlöss. Inga underarter finns listade i Catalogue of Life.